# Bombardeo de Granollers
En el contexto de la guerra civil española, el bombardeo de Granollers fue un ataque aéreo que tuvo lugar el 31 de mayo de 1938 contra la localidad barcelonesa de Granollers. A pesar de que este ataque no es de los más conocidos, dado el elevado número de bajas constituyó uno de los más duros de toda la contienda.

## Contexto general
Desde principios de 1938 los bombardeos estratégicos sobre la retaguardia republicana venían aumentando vertiginosamente, alcanzando su punto culminante durante los bombardeos de Barcelona en marzo, que provocaron una elevada mortandad. Todos estos bombardeos se enmarcaban en una campaña de bombardeos estratégicos contra las poblaciones del levante español que se mantenía fiel a la II República Española. Estos ataques eran emprendidos por bombarderos de la Aviación Legionaria italiana, que apoyaban la ofensiva franquista que por estas fechas estaba teniendo lugar en el Levante. En total, de enero a junio de 1938, la aviación legionaria italiana realizó 782 ataques aéreos en la costa mediterránea española controlada por los republicanos, lanzando 16 558 bombas.

## El bombardeo
La localidad de Granollers hasta la fecha no había sido atacada por la aviación ni se había visto especialmente afectada por la guerra. El bombardeo, que fue efectuado por 5 bombarderos Savoia-Marchetti S. 79 procedentes de los aeródromos italianos en Mallorca, comenzó a las 9:05 de la mañana y no superó el minuto de duración. En una sola pasada de los Savoia, fueron lanzadas unas 60 bombas, la mayor parte de ellas de 100 kg, junto una importante cantidad de explosivos incendiarios. A pesar de que Granollers no constituía un objetivo prioritario en el conjunto de la guerra, resultó ser uno de los bombardeos más duros de la guerra con un elevado número de muertos y heridos.
El número final de víctimas varía según las fuentes que se consulten, entre los 209 y 224 muertos además de 161 heridos, siendo uno de los ataques de más dureza de la guerra. Finalizada la guerra el Ayuntamiento de Granollers envió un informe a las autoridades militares en el que dio la cifra de 209 muertos, de los cuales 84 eran mujeres y 41 niños o adolescentes, y 161 heridos, 106 mujeres y 55 hombres. Todas las víctimas eran civiles excepto dos o tres soldados.
La mayor parte de las víctimas fueron mujeres y niños que se dirigían a la escuela o se encontraban en el centro de la localidad, ya que el bombardeo se producía a primera hora de la mañana. También influyó en el elevado número de víctimas el que la localidad no hubiera sido bombardeada hasta ese momento, por lo que la gente estaba realizando con toda normalidad sus actividades cotidianas a esa hora: llevar los niños al colegio, hacer la cola en el mercado para comprar alimentos, etc. Como relató un testigo: "las bombas han caído en el centro, sobre todo en la plaza del mercado.... el ataque ha alcanzado de lleno las colas de gente que iba a comprar comida".
Al parecer el objetivo de los aviones italianos era la central eléctrica de Granollers, que en realidad eran dos centrales convertidoras poco importantes, pero que suministraban fluido eléctrico al ferrocarril de Puigcerdá, por lo que parece que los aviones erraron el objetivo, aunque algunos historiadores piensan que el objetivo pudo ser también la población civil de Granollers porque el volumen de bombas que lanzaron los cinco Savoia S-79 (cuarenta de 100 kg, diez de 20 kg y diez de 15 kg) era desproporcionado con respecto a los objetivos e implicaba necesariamente daños considerables en las poblaciones circundantes.

## Las reacciones
Inmediatamente después de producirse el bombardeo varios miembros del gobierno de Juan Negrín y representantes diplomáticos visitaron la ciudad. El elevado número de muertos provocó un escándalo internacional. Se recibieron telegramas de pésame del extranjero y en París el Partido Comunista Francés realizó un acto de condena en el Velódromo de Invierno.
Este bombardeo tuvo lugar pocos días después del bombardeo de Alicante (ocurrido el 25 de mayo), que también había producido un elevado número de muertos. Dado el escándalo internacional (especialmente en Francia y Reino Unido) ante esta agresiva campaña de bombardeos, en junio el embajador republicano en Londres, Pablo de Azcárate, elevó una queja ante el Foreign Office. El Secretario de Estado de Asuntos Exteriores, Vizconde Halifax, le tranquilizó diciéndole que enviaría una carta de protesta al gobierno de Burgos. Por su parte el ministro de Asuntos Exteriores francés, Bonnet, también envió una nota de protesta al gobierno de Franco en Burgos en la que después de expresarle la profunda indignación de la opinión pública francesa le señalaba que Granollers no tenía ocupaciones militares y le recordaba el compromiso de Franco tras los bombardeos aéreos de Barcelona en marzo de 1938 de que ya no habría más ataques a poblaciones civiles. También el Vaticano, como ya lo hizo tras el bombardeo del mercado central de Alicante del 25 de mayo, presentó a través del diario oficioso Osservatore Romano una nota de protesta que decía lo siguiente:

Mientras la guerra española está entrando en su tercer año de vida, la atención europea es atraída en este momento por los bombardeos de poblaciones civiles, bombardeos que han suscitado protestas e indignación. Tales protestas son justificadas por el hecho de que los centros bombardeados no tienen ningún interés militar, ni se hallan en la proximidad de centros militares o de edificios públicos que de cualquier modo sean de interés para la guerra. La inútil matanza de la población civil ha replanteado una vez más el grave y difícil problema de la "humanización" de la guerra, que de suyo es destructora e inhumana. Este hecho no dispensa de intentar lo intentable para eliminar las consecuencias desastrosas de la guerra y sobre todo para salvar vidas inocentes

El comentario del diario oficioso fue acompañada de una nota verbal que el delegado papal ante el gobierno de Franco presentó al ministro de Asuntos Exteriores del gobierno de Burgos en la que llegó a amenazar con que el nuevo nuncio Gaetano Cicognani no presentaría sus cartas credenciales ante Franco si se producían "bombardeos que causaran víctimas inocentes entre la población civil". Ambas notas causaron una gran indignación en el gobierno franquista de Burgos que llegó a afirmar que el Vaticano se había dejado llevar por la "propaganda roja". Lo cierto fue que a partir de septiembre de 1938, aunque los bombardeos "nacionales" sobre civiles continuaron, ya no apareció ninguna noticia crítica sobre los ataques aéreos en L'Osservatore Romano ni el Vaticano hizo ninguna otra gestión sobre el tema.
A diferencia del siempre recordado bombardeo de Guernica, los ataques de Alicante y Granollers apenas si son conocidos en la actualidad.